# Henriette af Nassau-Weilburg (1780–1857)
Henriette af Nassau-Weilburg ( 22. april 1780 i Kirchheimbolanden –  2. januar 1857 i Kirchheim unter Teck) var datter af fyrste Karl Christian af Nassau-Weilburg og Caroline af Oranien-Nassau-Diez, datter af Vilhelm 4. af Oranje-Nassau.

## Forfædre
Henriette af Nassau-Weilburg var datter af fyrste Karl Christian af Nassau-Weilburg og prinsesse Caroline af Oranien-Nassau-Diez.
Caroline af Oranien-Nassau-Diez var datter af arvestatholder Vilhelm 4. af Oranien og Anne af Storbritannien (datter af Georg 2. af Storbritannien).

## Familie
Henriette af Nassau-Weilburg blev gift med den titulære hertug Ludvig, prins af Württemberg den 28. januar 1797. Han var søn af regerende hertug Frederik 2. Eugen af Württemberg. De fik fem børn:
- Maria Dorothea (1797-1855), gift med Josef af Østrig og Ungarn, søn af kejser Leopold 2.
- Amelie af Württemberg (1799-1848), gift med hertug Jozef af Saksen-Altenburg.
- Pauline (1800-1873), gift med kong Wilhelm 1. af Württemberg
- Elisabeth Alexandrine af Württemberg (1802-1864), gift med prins og markgreve Vilhelm af Baden (1792-1859).
- Alexander af Württemberg (1804-1885), gift (morganatisk) med grevinde Claudine Rhédey af Kis-Rhéde, han blev farfar til den britiske dronning Mary af Teck (gift med Georg 5. af Storbritannien).